# Eurockéennes de Belfort
Les Eurockéennes de Belfort (surnommées Les Eurocks) sont un festival de musique, annuel, associatif et programmé sur trois ou quatre jours le premier week-end de juillet dans la commune de Sermamagny dans le Territoire de Belfort (France).
Appelé « Le Ballon » lors de sa première édition en 1989 en référence au Ballon d'Alsace où il devait se tenir, le festival s'établit finalement sur la presqu'île du Malsaucy en plein air entre l'étang du même nom et celui de la Véronne. Cet environnement participe grandement à son succès ainsi que sa programmation, initialement à dominante rock et désormais ouverte à tous les styles musicaux. Comptant quatre scènes principales, il accueille chaque été plusieurs milliers de festivaliers dont 135 000 en 2018, record pour une édition.
Il est aujourd'hui[Quand ?] l'un des festivals de musique les plus reconnus en France recevant de nombreux artistes internationaux chaque année. Fort de cette renommée, les Eurockéennes ont remporté en 2020 le prix du « Meilleur festival international » et ont été nommées pour le « Meilleur festival de la décennie » lors des Arthur Awards. Les 32e et 33e éditions, initialement prévues au mois de juillet 2020 et 2021, sont annulées de façon inédite en raison de la pandémie de Covid-19,. Le festival fait son retour l'année suivante.

## Histoire
À la fin des années 1980, le Conseil général du Territoire de Belfort et son président Christian Proust souhaitent dynamiser le département avec un grand événement culturel pour la jeunesse. A l’époque, le territoire ne compte alors pas de manifestation musicale d’envergure (en plein air) hormis le Festival international de musique universitaire (FIMU) qui a lieu au centre-ville depuis 1986.
S’inspirant de deux festivals en Suisse (Paléo et Leysin), les élus locaux imaginent dans un premier temps la tenue de l’évènement au Ballon d’Alsace culminant au nord du département à 1 200 mètres. Mais l’idée est contestée par des écologistes alsaciens qui veulent protéger l’espèce du Grand Tétras des nuisances sonores. Le festival est finalement repoussé et atterrit sur la zone du Malsaucy à Sermamagny du 23 au 25 juin 1989 sous l'appellation « Le Ballon ». Il profite de subventions de l’État dans le cadre des festivités du bicentenaire de la Révolution française.
Sur l'une des quatre scènes de l’époque (Savoureuse, Malsaucy, Evette et Salbert), Catherine Lara (concert d’ouverture), Jacques Higelin, Noir Désir et plusieurs dizaines d’artistes attirent 10 000 spectateurs payants. Dès l’année suivante, le festival change de nom pour s’appeler « les Eurockéennes de Belfort » près d’où siège l’association organisatrice Territoires de Musiques. Cette édition 1990 est également marquée par l’annulation de la première journée du vendredi en raison d’une tempête. 
D'abord à dominante rock, la programmation s’ouvre progressivement à d’autres styles musicaux et ainsi à un plus grand public. Les Eurockéennes accueillent 60 000 festivaliers en 1991 contre 10 000 lors des deux premières éditions. La fréquentation ne cesse de progresser lors des années suivantes passant même à quatre jours en 1992. Un format repris en 1999, 2013 puis de façon pérenne à partir de 2017. En 2001, l’ancien graphiste et conseiller artistique du festival, Jean-Paul Roland, devient le directeur des Eurockéennes. Une année marquée par un violent orage qui entraîne l’évacuation de 25 000 personnes,. Lors des éditions suivantes, Jean-Paul Roland poursuit la diversification du festival, maintient la stabilité du budget alloué à la programmation artistique et inaugure la scène lacustre de La Plage en 2002.
De nombreux artistes, alors plus ou moins connus lors de leur passage à Belfort, se produisent aux Eurockéennes et deviendront plus tard des stars mondiales de la chanson (David Bowie, Coldplay, Kanye West, Oasis, Jay-Z, Daft Punk, James Brown, Bob Dylan, Lou Reed, Radiohead, Stromae, Metallica, Amy Winehouse…).
En 2018, pour la trentième édition du festival, le record de fréquentation est battu avec 135 000 entrées sur quatre jours. Après une édition 2019 à nouveau réussie, l’élan des Eurockéennes est stoppé par la pandémie de Covid-19 entraînant l’annulation des 32e et 33e éditions en 2020 et 2021, fait inédit depuis la création du festival,. Pour pallier cette absence, les organisateurs imaginent alors une édition limitée appelée « Résidence secondaire » réunissant des artistes musicaux et professionnels de la gastronomie. La première cuvée, organisée en juillet 2021 en plein air, est suivie par quatre autres résidences secondaires en novembre 2021, septembre 2022, 2023 et 2024 dans un hangar de 14 000 m2 à Sermamagny, tout proche du site habituel.
En 2022, les Eurockéennes font leur retour lors du traditionnel premier week-end de juillet. Mais une violente tempête, fait plusieurs blessés dont un sévère après la chute d'une partie de l'infrastructure à l'entrée du festival. Une partie de la grande scène subira de nombreux dégats, tout comme une partie des décors pré installés dessus pour la soirée. Un phénomène météorologique rare qui a touché particulièrement le camping où les festivaliers ont étés pris en charge dans la grande halle de Sermamagny. Cette situation entraîne l’annulation des deux premiers jours pour la remise en état du site. À cette occasion, le festival inaugure une nouvelle formule où une journée est « réservée » à une seule grosse tête d'affiche (Muse en 2022, Indochine en 2023, David Guetta en 2024 et Iron Maiden en 2025). En 2025, le festival réalise sa 2e meilleure fréquentation avec 130 000 spectateurs sur 4 jours. Le rendez-vous est donné du 2 au 5 juillet 2026.

## Fonctionnement

### Site

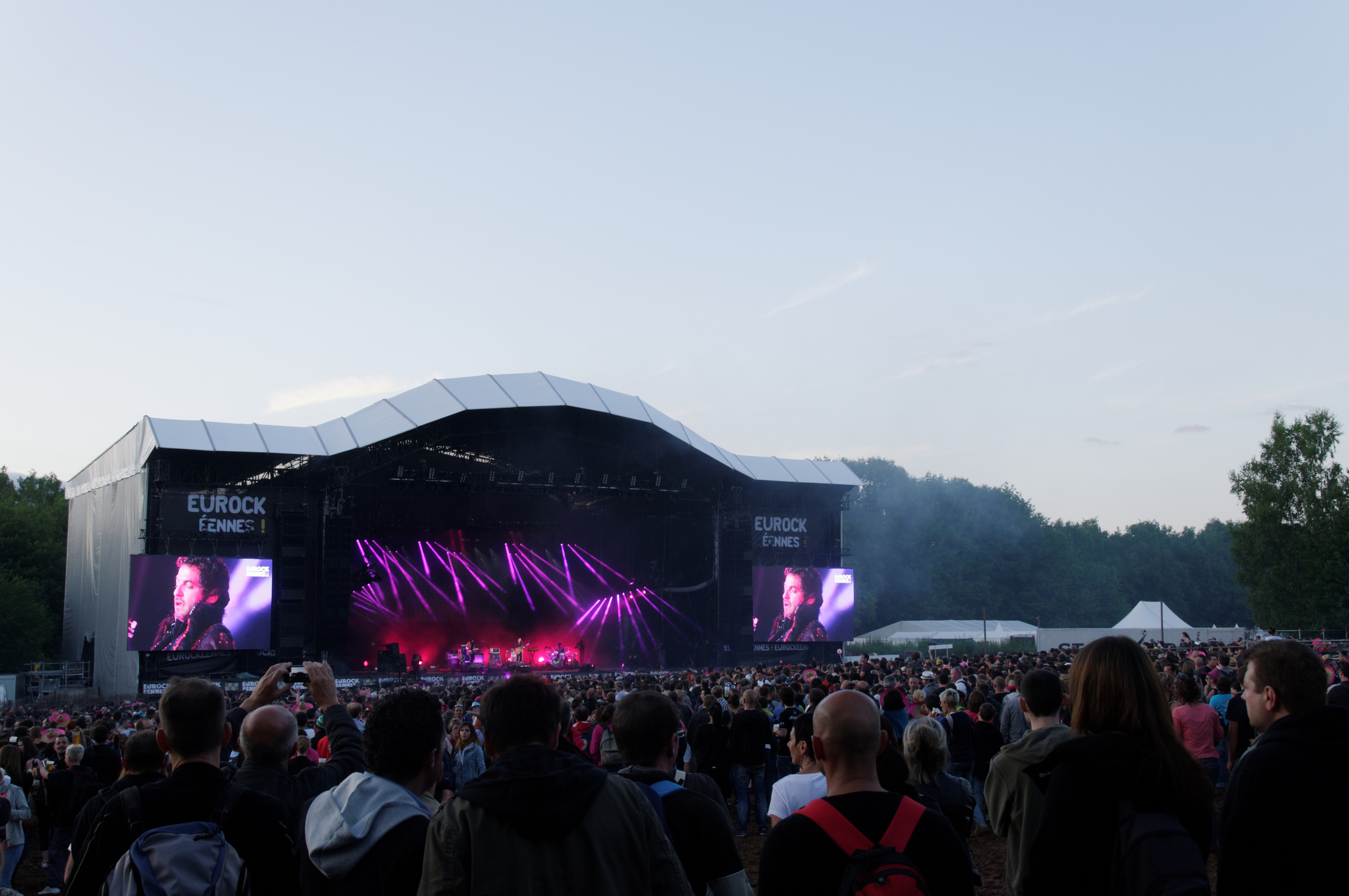
Eurockéennes de 2013.

Les Eurockéennes se déroulent au bord du lac du Malsaucy à 9,3 km de Belfort, entre les villes d'Évette-Salbert et de Sermamagny (sur la commune de Sermamagny) dans la région Franche-Comté. En 2013, quatre scènes sont présentes par ordre de taille : la Grande Scène, l'Esplanade Green Room, la Plage et le Club Loggia. D'ailleurs, la plupart du temps, plusieurs concerts sont joués en même temps. Avec environ 75 concerts par édition, les Eurockéennes proposent un large panorama des musiques populaires, du rock à l'électro en passant par le metal, la chanson, la pop, le folk ou le reggae.
Un camping, situé à 3 km du site et proche du parking, héberge également gratuitement 15 000 campeurs porteurs du billet d'entrée. Des navettes de bus gratuites sont assurées entre ce parking et l'entrée du festival pendant toute sa durée. De plus, des navettes TER (trains régionaux) sont mises à disposition gratuitement, entre la ville de Belfort et le site du Festival, et ce toutes les 40 minutes, tout comme des bus reliant le centre-ville de Montbéliard aux Eurockéennes.

### Fréquentation
| Édition | Festivaliers | Date                          |
| ------- | ------------ | ----------------------------- |
| 1989    | 10 000       | 23, 24 et 25 Juin             |
| 1990    | 10 000       | 23, 24 et 25 juin             |
| 1991    | 60 000       | 28, 29 et 30 juin             |
| 1992    | 60 000       | 2, 3, 4 et 5 juillet          |
| 1993    | 75 000       | 2, 3 et 4 juillet             |
| 1994    | 80 000       | 1er, 2 et 3 juillet           |
| 1995    | 80 000       | 7, 8 et 9 juillet             |
| 1996    | 90 000       | 5, 6 et 7 juillet             |
| 1997    | 80 000       | 4, 5 et 6 juillet             |
| 1998    | 80 000       | 3, 4 et 5 juillet             |
| 1999    | 80 000       | 8, 9, 10 et 11 juillet        |
| 2000    | 70 000       | 7, 8 et 9 juillet             |
| 2001    | 75 000       | 6, 7 et 8 juillet             |
| 2002    | 80 000       | 5, 6 et 7 juillet             |
| 2003    | 80 000       | 4, 5 et 6 juillet             |
| 2004    | 95 000       | 2, 3 et 4 juillet             |
| 2005    | 85 000       | 1er, 2 et 3 juillet           |
| 2006    | 100 000      | 30 juin, 1er et 2 juillet     |
| 2007    | 90 000       | 29, 30 juin et 1er juillet    |
| 2008    | 100 000      | 4, 5 et 6 juillet             |
| 2009    | 95 000       | 3, 4 et 5 juillet             |
| 2010    | 80 000       | 2, 3 et 4 juillet             |
| 2011    | 93 000       | 1er, 2 et 3 juillet           |
| 2012    | 100 000      | 29, 30 juin et 1er juillet    |
| 2013    | 127 000      | 4, 5, 6 et 7 juillet          |
| 2014    | 102 000      | 4, 5 et 6 juillet             |
| 2015    | 104 000      | 3, 4 et 5 juillet             |
| 2016    | 104 000      | 1er, 2 et 3 juillet           |
| 2017    | 130 000      | 6, 7, 8 et 9 juillet          |
| 2018    | 135 000      | 5, 6, 7 et 8 juillet          |
| 2019    | 128 000      | 4, 5, 6 et 7 juillet          |
| 2022    | 60 000       | 30 juin, 1er, 2 et 3 juillet  |
| 2023    | 125 000      | 29, 30 juin, 1er et 2 juillet |
| 2024    | 127 500      | 4, 5, 6 et 7 juillet          |
| 2025    | 130 000      | 3, 4, 5 et 6 juillet          |
| 2026    | -            | 2, 3, 4 et 5 juillet          |

### Budget
| Années | Budget (en €) |
| ------ | ------------- |
| 2006   | 5 millions    |
| 2013   | 6,7 millions  |
| 2017   | 8 millions    |
| 2019   | 9,5 millions  |
| 2024   | 10,9 millions |

En 2019, 49,2 % des recettes du festival provenaient de la billetterie et 5,8 % des subventions.

## Mécénat culturel et partenariat
Soucieuses d’associer le monde économique au développement de l’événement culturel, les Eurockéennes de Belfort ont très tôt noué des contacts avec les entreprises du Territoire de Belfort ainsi que du Pays de Montbéliard Agglomération. En 1991, le Club des partenaires est créé et offre au tissu économique du département d’accompagner la notoriété grandissante des Eurockéennes de Belfort.
En 2003, l’élargissement législatif du mécénat offre aux Eurockéennes l’opportunité de développer de nouvelles formes de collaboration avec les entreprises. Regroupés depuis 2005 au sein d’un Club des mécènes, les partenaires sont aujourd’hui au nombre d’une centaine d’entreprises membres, issues de tous secteurs (industrie, artisanat, BTP, services).

## Concerts en DVD et CD

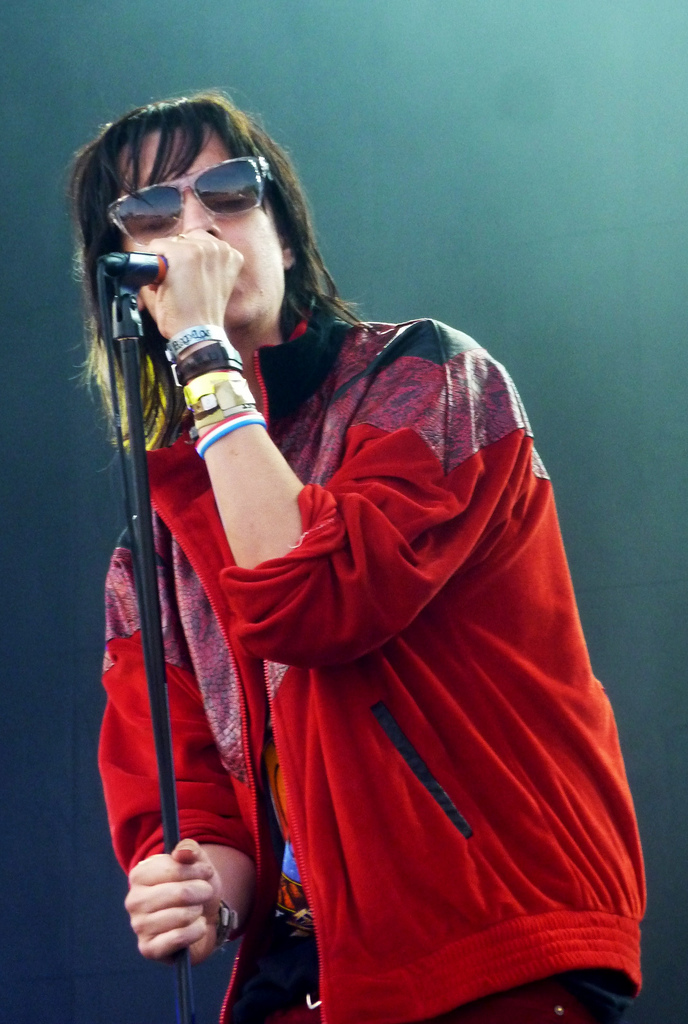
Julian Casablancas aux Eurockéennes de Belfort en 2010.

Plusieurs DVD et CD live ont été enregistrés aux Eurockéennes.
- 1997 et 2002 : Noir Désir : Noir Désir en image (DVD + CD)
- 1997 : FFF - Vivants (CD)
- 2003 : Asian Dub Foundation : Asian Dub Foundation live: Keep Bangin' on the Walls (DVD)
- 2003 : Eiffel : Live aux Eurockéennes (DVD)
- 2003 : Nada Surf : Live aux Eurockéennes (DVD)
- 2004 : Pixies - Sell Out 2004 Reunion Tour (DVD)

Une compilation des 10 premières années est sortie sur JB Feeling records en mai 1998, intitulée Les Eurockéennes de Belfort - Le meilleur du rock français.